# Temwa Chawinga
Temwa Chawinga (* 20. září 1998) je malawiská fotbalistka, která hraje jako útočnice za Kansas City Current a za malawiskou reprezentaci. Ve své první sezóně v NWSL (nejvyšší americké lize) vytvořila rekord v počtu vstřelených gólů za Current v jedné sezóně, 21 gólů. Před přestupem do Currentu hrála za švédský klub Kvarnsvedens IK a čínský klub Wuhan Jianghan University.
Její starší sestra Tabitha je také fotbalistka, hraje za Olympique Lyon.